# Servitude pour dettes

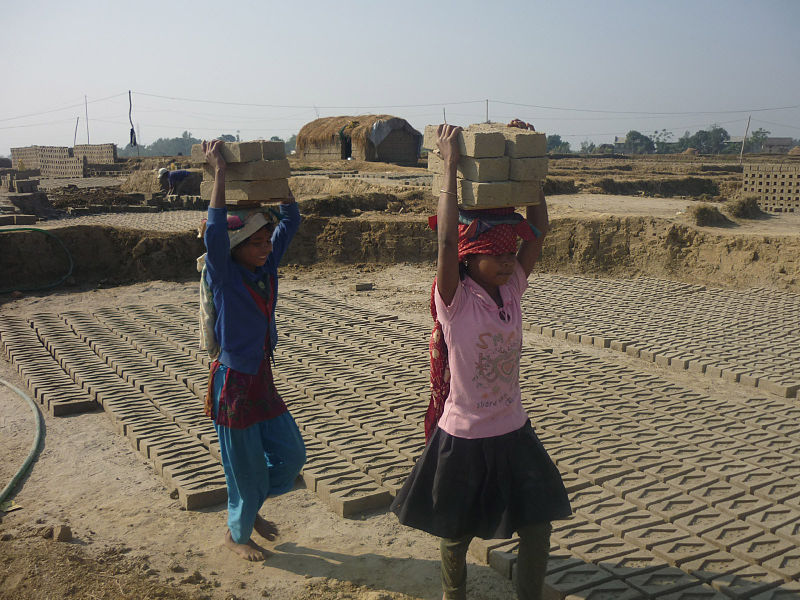
Enfants travaillants dans les fours à briques du Népal

La servitude pour dettes est une façon de repayer une dette en fournissant directement un travail plutôt qu'avec de l'argent ou des biens. Aboutissant très souvent au travail forcé, la servitude pour dettes est assimilée à de l'esclavage par de nombreux pays ainsi que par certaines conventions internationales, notamment en ce qui concerne le travail des enfants.
Le fonctionnement est théoriquement le suivant : une personne s'endette auprès d'un créancier, communément pour une dot, un enterrement, un traitement médical, etc. ; pour repayer sa dette, il effectue un travail, et le temps travaillé (ou le produit de ce travail) rembourse un montant équivalent de sa dette. En pratique, ce travail devient effectivement une servitude, car le travail fourni ne parvient pas à rembourser la dette. Le débiteur fait ainsi travailler sa famille dont ses enfants, et le système peut se transmettre aux descendants, qui naissent ainsi déjà débiteurs.
D'après Anti-Slavery International, 20 millions de personnes seraient concernées dans le monde,.

## Aspect historique

### Antiquité
Des systèmes de servitude pour dettes existaient déjà en Grèce antique ainsi qu'à l'époque romaine. Athènes pratique l’asservissement pour dettes, jusqu'à son interdiction par Solon : un citoyen incapable de payer sa dette à son créancier lui est asservi. Il s’agit principalement de paysans dits « hectémores », louant des terres affermées à de grands propriétaires terriens, et incapables de verser leurs fermages. En théorie, l’asservi pour dettes est libéré quand il peut rembourser sa dette initiale. Le système, développé avec des variantes dans tout le Proche-Orient et cité par la Bible (Deutéronome, 15, 12-17), semble avoir été formalisé à Athènes par le législateur Dracon.
Solon y met fin par la σεισάχθεια / seisakhtheia, la libération des dettes, l’interdiction de toute créance garantie sur la personne du débiteur et l'interdiction de vendre un Athénien libre, y compris soi-même. Aristote fait ainsi parler Solon dans sa Constitution d'Athènes (XI, 4) :

« J’ai ramené à Athènes, dans leur patrie fondée par les dieux, bien des gens vendus plus ou moins justement (…), subissant une servitude (douleia) indigne et tremblant devant l’humeur de leurs maîtres (despôtes), je les ai rendus libres. »

Bien que le vocabulaire employé soit celui de l’esclavage « classique », la servitude pour dette en diffère parce que l’Athénien asservi reste athénien, et dépendant d’un autre Athénien, dans sa cité natale. C’est cet aspect qui explique la grande vague de mécontentement populaire du VIe siècle av. J.-C., qui n’entend pas libérer tous les esclaves mais seulement les asservis pour dettes. Enfin, la réforme de Solon laisse subsister une exception à l'interdiction de vendre un Athénien : le tuteur d'une femme non mariée ayant perdu sa virginité a le droit de la vendre comme esclave.
À Rome, la servitude pour dette existe aussi, dans le Nexum codifié dans la droit romain. Elle est abolie par Appius Claudius Caecus en -326, -324 ou -312 par la Lex Poetelia Papiria.

### Moyen Âge
Le système de servitude pour dette existait aussi dans le féodalisme au Moyen Âge, principalement en Europe mais également en Amérique latine d'après certains historiens. Il existait ainsi le système de « péonage » en Amérique, par exemple au Pérou depuis le XVIe siècle jusque dans les années 1950 lors de la réforme agraire. Dans le monde anglo-saxon, cela était compris dans le système d'indenture pour, par exemple, payer les voyages vers les colonies d'outre-mer.
Le président des États-Unis Abraham Lincoln pense à cette pratique lorsqu'il a soumis au Congrès le XIIIe amendement de la Constitution des États-Unis aux fins de ratification. Cette loi avait également pour objectif l'élimination de la servitude pour dette et elle visait les habitants des anciens territoires mexicains rattachés aux États-Unis après la guerre américano-mexicaine.

## Situation actuelle
Le système de servitude pour dettes existe toujours actuellement, bien qu'officiellement banni dans les législations nationales : l'Inde a aboli la servitude pour dette en 1975, sous l'impulsion d'Indira Gandhi et le Pakistan a voté une loi en ce sens en 1992, pourtant ces législations demeurent peu appliquées. On le trouve notamment au Népal avec le système de kamaiya : dans de tels systèmes, des parents peuvent placer un enfant dès 7 ou 8 ans pour un travail en usine afin d'obtenir un prêt ou de payer des dettes. Placé à la merci d'un patron pas nécessairement scrupuleux, le travail que fait l'enfant peut vite relever de l'esclavage.
Les exemples les plus connus de servitude pour dettes sont au Népal, au Pakistan et en Inde ; dans ce dernier pays, la pratique est répandue dans l'agriculture et les industries de la cigarette, de la soie ou des tapis, et concerne surtout les Dalits et les Adivasis. Un ouvrage compilant plusieurs études de cas indiennes, historiques et contemporaines, met en évidence la persistance du phénomène et son renouvellement. Cet ouvrage montre également l'articulation de la servitude pour dette avec le capitalisme et la manière dont l'exploitation de la main d’œuvre asservie, loin d'être d'un résidu de la tradition, nourrit en fait des processus d'accumulation. Paradoxalement, dans des contextes où l'emploi est incertain, irrégulier et non protégé, la servitude pour dette est souvent la moins mauvaise des options puisqu'elle permet de sécuriser les emplois : nombre de travailleurs ne souhaitent pas être libérés de l'asservissement ! Les débiteurs, quels que soient les pays, sont fréquemment les plus pauvres : minorités ethniques, castes « inférieures », paysans sans terre, etc. Une étude portant sur les conditions de vie des milliers d'enfants travaillant dans l'industrie du tapis les décrivait :

« [...] enlevés, déplacés ou placés par leurs parents pour de faibles sommes d'argent. La plupart d'entre eux sont retenus en captivité, torturés et forcés à travailler 20 heures par jour sans une pause. Ces petits enfants doivent s'accroupir sur leurs orteils, de l'aube au crépuscule chaque jour, handicapant sévèrement leur croissance. Les activistes sociaux dans ce domaine n'arrivent pas à travailler en raison du contrôle proche de celui d'une mafia exercé par les gérants des ateliers de tissage. »

D'autres situations similaires se retrouvent au Brésil avec les plantations de canne à sucre et les charbonniers. En 1993, des enfants de 4 ans avaient été signalés au travail dans une plantation de coton à Paraná. En Mauritanie, malgré l'abolition de l'esclavage en 1980, il reste encore environ 400 000 personnes d'Afrique noire servant d'esclaves à des Berbères, les enfants comme les adultes.
Estimer le nombre de personnes concernées est un défi, étant donné l'aspect souvent « caché » et illégal de ce travail. Certaines évaluations ont été conduites en ce qui concerne le travail des enfants pour dettes : les chiffres évoquent ainsi entre 250 000 et 5 millions d'enfants (d'après le ministère américain du Travail) dans les briqueteries du Pakistan, et la South Asian Coalition on Child Servitude (SACCS) évoque 500 000 enfants travaillant dans d'atroces conditions dans les ateliers textiles, toujours au Pakistan. On peut citer le cas de Iqbal Masih, enfant dont la vie a été largement médiatisé et qui a servi de porte-parole aux mouvements civiques avant d'être assassiné. En Inde, les enfants travaillant dans les ateliers de tapis en servitude pour dettes seraient entre 300 000 (d'après Human Rights Watch) et 500 000 (d'après la SACCS).
En France, le Comité contre l'esclavage moderne (CCEM) estime que plusieurs dizaines de milliers de personnes sont contraintes de travailler dans des ateliers clandestins pour rembourser une dette exorbitante contractée le plus souvent en échange de leur entrée dans le pays.

## Sources